# تقييم الحفاظ العمراني
تقييم الحفاظ المعماري هو الخطوة الأولى التي ينبغي أن يعملها صاحب العقار التراثي للتوصل إلى فهم أفضل للطراز المعماري، وأهميته، وتطوره التاريخي، وبالتالي القدرة على عمل علاجات حفاظية طويلة الأمد لذلك العقار.
التقييم عموما يتضمن زيارة إلى الموقع، لتفقد المنزل قيد الدراسة وسياقه والتحدث مع مالكية. متبوعا ببضعة أيام عمل في الموقع، خلالها يتم عمل تقرير مع قائمة لموارد الحفاظ، ولتقديم تقييم اقتصادي أولي، الذي يتضمن وصفا لمراحل العمل.
للطلاب في بداية العمل في الحفاظ، إجراء التقييم عادة ما يتم في زيارتين أو ثلاثة زيارات للموقع، يفصلها الوقت الكافي لمراجعة الملاحظات بعناية التي أخذت سواء في الموقع أو البحوث خارج الموقع، وعمل مسودة تقرير، وإعداد قائمة من الأسئلة التي يتعين إجابتها—أو استكشافها في الموقع، وإعداد الوثائق أولية عن الموقع.
الزيارات في وقت لاحق سوف تساعد على استكشاف وبحث المسائل التي لم يرد عليها، واستكمال وثائق مفقودة، ومراجعة تقرير مشروع.
تقييم من هذا النوع لا يتضمن تحليلات مادية مفصلة، بحوث تاريخية، وتقديرات تكلفة، أو تقييم هيكلي (structural evaluation)، أو تقييم القوانين (code assessment) أو التحقق من احتمال وجود مواد خطرة.
في حين أن التوصيات العامة للحفاظ قد تكون موارد مرجعية، مشاكل الحفاظ المعينة قد لا تُقييم، كما اعداد التوصيات للمعالجات التفصيلية (detailed treatment).

## مكونات
تقييم الحفاظ المعماري قد يشمل ما يلي:
- وصف النمط المعماري للمبنى (حتى الأساليب الأصلية المختلفة في التصميم، مختلطة - hybrid أو "انتقائية - eclectic)، بما في ذلك التمييز بين:

### الأنماط المعمارية
- الأنماط المثالية، الطراز الرفيع (high style)؛ التاريخي (monumental)؛ النمط المهذب (polite)
- الأنماط المختلفة، العمارة العامية

الإشارة إلى المراجع التي تصف كل أسلوب وأمثلة عنة

### الاهمية
تقييم الاهمية أو المعنى، يشمل تفاصيل عن:
- العمارة، * التاريخ، و
- أهمية الثقافية، * وعما إذا كان موقع / المبنى، مدرج أو "مؤهل لإدراجه في السجل الوطني لللأماكن التاريخية.

كمال الموقع هو في القدرة على بث أهميه.

### التطور المادي
تأريخ التطور المادي للمبنى من خلال تفقد طابعه البصري ومشيرا إلى الميزات الهامة، والفترات وتأريخ العناصر الهامة والنظم الهيكلية – وكل هذا لفهم:
- النمط المعماري
- تكنولوجيا البناء.

### الحالة المادية
يتضمن موجزا عن عمليات الفحص البصري لما يلي:
- نظم، والسمات والعناصر وحالتها (جيدة، متوسطة، سيئة)، ومقترحات عن أولوية الأعمال الضرورية

### رسومات
رسومات منفذة بعناية لاستكمال الوثائق، وتشمل:
- صور خارجية (سياق الموقع، واجهات وتفاصيل) وداخلية (غرف وتفاصيل)
- رسومات، بما في ذلك سكتش للمسقط الافقي ولغيره من سمات وتفاصيل البناء، عندما الوقت يسمح بذلك

### مهمة مشروع
تنص على ما يلي:
- 1—وصف الأنماط المعمارية للمبنى. ملاحظة التمييز بين «العناصر الأسلوبية المثالية (النمط العالي) والمتنوعة» (العمارة العامية.(الإشارة إلى مراجع الوصفية للأنماط وعند الاقتضاء أمثلة محددة في الموقع؛
- 2—تحديد وتقييم الأهمية المعمارية (لا الأهمية التاريخية، ولا الأبحاث الأرشيفية مشمولة في هذا المشروع. يجب أن يكون المبنى "مؤهل لإدراجه في سجل التراث الوطني.
- 3—تأريخ السمات الهامة، والعناصر، ونظم المبنى بالاعتماد على فهم الأنماط المعمارية وتكنولوجيا البناء (وضع تسلسل زمني إذا ممكن)؛
- 4—تقديم ايجاز عن التطور المعماري للمبنى، مشيرا إلى الميزات وفترات تطوره الهامة.
- 5—اسكتش مرجعي لخطة الطابق الأرضي، وتقديم حسب الحاجة اسكتشات أخرى عن سمات وتفاصيل البناء؛
- 6 -- -- تقديم ايجاز للتوصيات المتعلقة بالعلاجات الحفاظية الأولوية التي ينبغي اعتبارها. ملاحظة: في هذه المهمة لا يتوقع تحليل مشاكل الحفاظ أو وضع توصيات محددة وتفصيلية لها.

## عمليات الفحص المرئية الأولية
عمليات الفحص المرئية الأولية (Initial Visual Inspection) هي أعمال التفتيش الأولية للمبنى التي لا تشمل (أو تقريباً لا تذكر) التحليل المادي، وتقتصر على فحص الاجزاء المرئية للمبنى قيد الدراسة، مثل المساحات الداخلية، والعناصر الخارجية الموجودة على مستوى الطابق الأرضي.
هذه المرحلة تكمن في عمليات النظر إلى المبنى بأكمله، وإلى نظم البناء والتركيبات، ولكل ميزة تتعلق بالمشاكل الغير هيكلية. عند الضرورة، المسح الأولي للمبنى يجب أن يتم بوجود مهندس مؤهل ليقرر ما إذا كان المبنى آمن—أو إذا كان بحاجة إلى عمليات استقرار عاجلة.
عمليات التفتيش تشمل مهام مثل: ممارسات السلامة والاستقرار الهيكلي العاجل، (عند الحاجة)، والوثائق، والدراسات التفصيلية. هذه موضحة باختصار فيما يلي:

### ممارسات السلامة
فقط في اللحظة التي يبدأ جزء من المبنى بالانهيار، المالك يقرر البدء في عمليات الحفاظ. ولكن هذه الظروف قد تشكل خطرا كبيرا على العمال في بداية فهمهم لهيكلية المبنى. المبنى قد يكون أكثر خطورة عندما يتم معالجة العناصر الهيكلية. ممارسات السلامة السليمة تقل من هذة التهديدات الخطيرة.

### الوثائق
تتضمن تسجيل وبحوث عن الحالة تاريخية للمبنى. في الموقع، تسجل رسومات قياس معمارية، وصور فوتوغرافية، ووصف نصي. البحوث التاريخية تشمل البحث عن وثائق تتعلق بتغير استخدامات المبنى وبمالكية وبسجلات الصيانة المعمارية السابقة... الخ.
عمليات تحقيق استقرار البناء تهدف إلى الحفاظ على شكل وكمال المبنى. هذا ألعمل المؤقت يتم لحماية العمال ووقف المزيد من التدهور على الاقل حتى عمل وتنفيذ خطط الحفاظ لتحقيق الاستقرار الهيكلي يمكن استخدام داعمات من خشب أو من معدن / أو سقالات لدعم العناصر المهددة بالانهيار. للحماية من الأحوال الجوية و/ أو التخريب يمكن استخدام أسقف بألواح خشبية ومشمعات.

### الاستقرار الهيكلي في حالات الطوارئ
عمليات تحقيق استقرار البناء تهدف إلى الحفاظ على شكل وكمال المبنى، ولحماية العمال ولوقف المزيد من التدهور على الأقل حتى عمل وتنفيذ خطط الحفاظ. لتحقيق الاستقرار الهيكلي يمكن استخدام داعمات من خشب أو من معدن / أو سقالات لدعم العناصر المهددة بالانهيار. للحماية من الأحوال الجوية و/ أو التخريب يمكن استخدام أسقف بألواح خشبية ومشمعات.

### دراسة تفصيلية
بعد التفتيش، دراسة مفصلة لكامل المبنى لمعرفة طرق التصميم والبناء، والنظم والتركيبات، والتطورات، وحالة المواد وترابطها، ومدى الضرر، وأولويات عمليات الحفاظ.

### حالات
- حالة جيدة: سليم، بنية سليمة، تخدم الغرض المقصود منها، وتحتاج فقط إلى إصلاحات طفيفة، ورصد وصيانة دورية.
- حالة متوسطة: تظهر علامات مبكرة من التآكل والتعرية والتدهور أخرى أو انهيار، جزء و/ أو استبدال ما يصل إلى 25 ٪ من العنصر كله.
- حالة سيئة: هياكل منهارة أو أغلبيتها؛ لم تعد تخدم الغرض المقصود منه. عندما يكون هناك أكثر من 25 ٪ من الأجزاء منهارة أو أصيبت بأضرار، مما يتطلب عمليات إصلاح كبيرة للأجزاء أو استبدالها.
- حالة فقدان: أجزاء مفقودة أو منزوعة، و/ أو موضوعة في منطقة أخرى؛ أو محتفظ بها كجزء تذكاري.

### أولويات
- بسيطة: عيب في الصيانة؛ تدهور قد يؤدي إلى انهيار ممكن؛ و/ أو بداية تدهور في عنصر معماري قد يؤثر على العناصر المرتبطة به إذا لم يُثبت خلال خمس سنوات تقريباً؛
- جدية: قد يكون هناك خطر محتمل على صحة وسلامة الإنسان؛ تدهور قد يؤدي إلى انهيار ممكن؛ تدهور عناصر متجاورة إذا لم تثبت في مدة تتراوح بين سنتين وخمس سنوات؛
- حرجة: هناك تهديد لصحة وسلامة المستخدمين، هناك تدهور متقدم أدى إلى انهيار كثير من الأجزاء، أو سيؤدي إلى ذلك إذا لم ثُبت خلال عامين، هناك تدهور سريع للعناصر المجاورة أو ما يتصل بها نتيجة لهذه الحالة؛ و/ أو فشل في تلبية احتياجات المستخدمين.